# Макдональд, Алан
А́лан Макдо́нальд (англ. Alan McDonald; 12 октября 1963 — 23 июня 2012) — североирландский футболист, защитник, позднее тренер.

## Карьера

### «Куинз Парк Рейнджерс»
Макдональд был принят в ряды «Куинз Парк Рейнджерс» в начале 80-х годов и провёл в клубе 17 лет. В начале своей карьеры некоторое время играл на правах аренды за «Чарльтон».
В составе «Куинз Парк Рейнджерс» пробился в финал Кубка Лиги в 1986 году. В конце 80-х играл на позиции стоппера. В 1993 году «Куинс Парк Рейнджерс» добился наибольшего достижения в своей истории, финишировав на пятом месте.
В 1996 году клуб покинул премьер-лигу. В 1997 году Макдональд как свободный агент перешёл в «Суиндон».

### Сборная
Сыграл 52 матча за сборную Северной Ирландии, включая Кубок мира 1986 года в Мексике. В 1990 году был капитаном национальной команды в домашней встрече с Югославией, проигранной Северной Ирландией со счётом 0:2.

### Тренерская карьера
После завершения карьеры стал тренером резервного состава «Суиндона». Покинул клуб в 2002 году. В феврале 2007 года стал тренером белфастского «Гленторана». В июне того же года, после отставки Пола Миллара, стал главным тренером команды. Под его руководством «Гленторан» выиграл титул чемпиона Северной Ирландии в сезоне 2008/09.

## Смерть
Умер 23 июня 2012 года во время игры в гольф. На поле Макдональду стало плохо и он потерял сознание. Причина смерти не уточнялась.